# 光荣在党50年纪念章
光荣在党50年纪念章是向党龄超过50年的中国共产党党员颁发的纪念章。

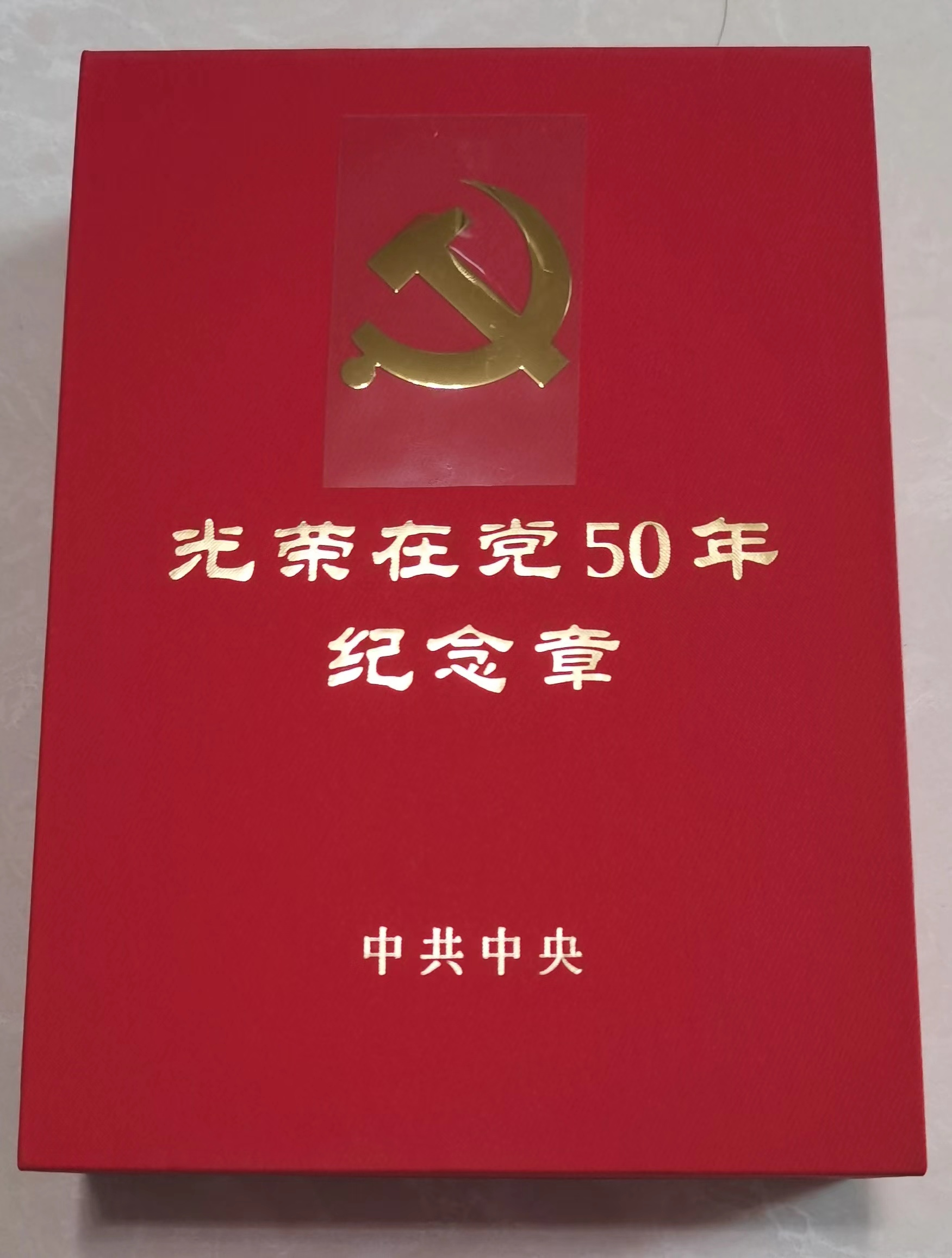
光荣在党50年纪念章包装封面，通体为红色，上有烫金的中共锤子镰刀标志、隶书的“光荣在党50年纪念章”字样、宋体的“中共中央”字样，表明了纪念章的名称和颁发者

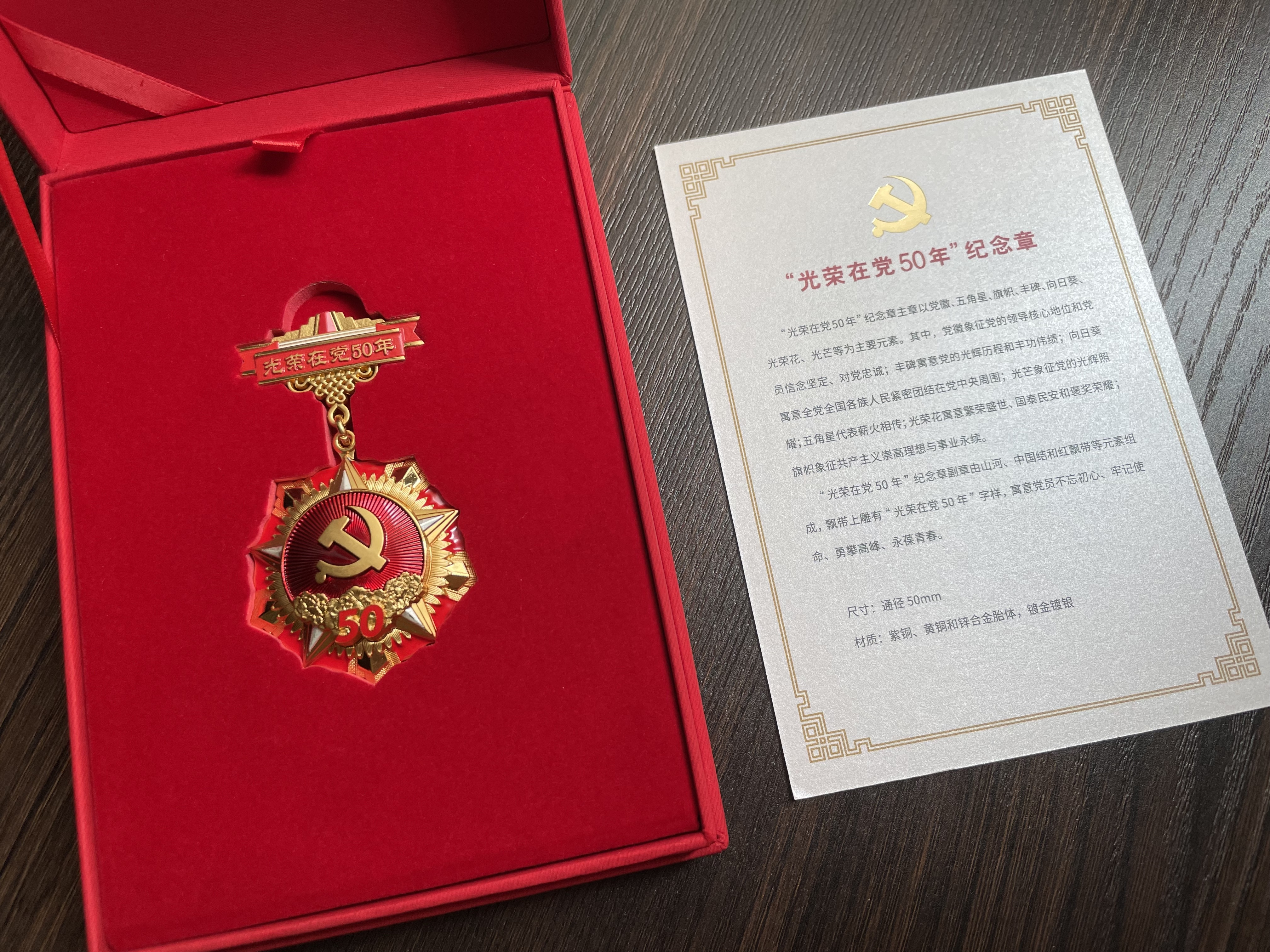
光荣在党50年纪念章 纪念章和介绍卡

## 历史
自2021年6月起，首次颁发“光荣在党50年”纪念章，是中国共产党成立100周年庆祝活动的重要组成部分，颁发工作将一直持续到7月1日。首次颁发后，作为一项经常性工作，一般每年“七一”都将集中颁发一次纪念章。

## 外观
“光荣在党50年”纪念章通径为50毫米，材质为紫铜、黄铜和锌合金胎体，镀金镀银，主色调为红色和金色。主章由党徽、五角星、旗帜、丰碑、向日葵、光荣花、光芒等元素构成，其中党徽象征党的领导核心地位和党员信念坚定、对党忠诚；丰碑寓意党的光辉历程和丰功伟绩；向日葵寓意全党全国各族人民紧密团结在党中央周围；光芒象征党的光辉照耀；五角星代表薪火相传；光荣花寓意繁荣盛世、国泰民安和褒奖荣耀；旗帜象征共产主义崇高理想与事业永续。副章由山河、中国结和红飘带等元素组成，飘带上雕有“光荣在党50年”字样，寓意党员不忘初心、牢记使命，勇攀高峰、永葆青春。
“光荣在党50年”纪念章的设计是由清华大学美术学院视觉传达设计系、雕塑系、工艺美术系师生组成的团队完成的。

## 授予资格
“光荣在党50年”纪念章的颁发对象是健在的截至2021年7月1日党龄达到50周年、一贯表现良好的中国共产党党员。全国将有710多万名老党员获颁该纪念章。